# Мондавио
Мондавио (итал. Mondavio) је насеље у Италији у округу Пезаро и Урбино, региону Марке.
Према процени из 2011. у насељу је живело 914 становника. Насеље се налази на надморској висини од 248 м.

## Становништво
| 1936. | 1951. | 1961. | 1971. | 1981. | 1991. | 2001. | 2011. |
| ----- | ----- | ----- | ----- | ----- | ----- | ----- | ----- |
| 4.346 | 4.459 | 4.051 | 3.708 | 3.846 | 3.803 | 3.851 | 3.929 |